# Lucrezia (film)
Lucrezia è un film del 1968 diretto da Osvaldo Civirani.

## Trama
Lucrezia, figlia del papa Borgia, si trova in convento a scontare i suoi peccati. Nel convento, un giorno, cerca rifugio Fabrizio Aldovrandi, un gentiluomo romano che fugge dagli sgherri del Valentino, ovvero di Cesare Borgia, il fratello di Lucrezia. Tra i due scoppia la passione.

## Produzione
Si tratta di una co-produzione italo-austriaca, interpretata dalla cecoslovacca Olinka Berova.

## Distribuzione
Il film è conosciuto anche con il titolo Lucrezia Borgia, l'amante del diavolo. Vietato ai minori di 18 anni alla sua uscita; la restrizione è levata nel 1972.